# 넥센 (기업)
주식회사 넥센(영어: NEXEN)은 대한민국의 기업집단으로, 지주부문과 자회사 넥센타이어를 통해 고무 및 물류 사업을 영위하고 있다.

## 자회사
- 넥센타이어
- KNN
- 넥센DNS
- NHJ
- 누리네트웍스

### 이전 자회사
- 넥센 히어로즈[b]

## 본점 및 지점 현황
- 본사: 경상남도 김해시 김해대로 2595 (안동)
- 서울지점: 서울특별시 강서구 마곡중앙로 177 (마곡동)
- CMB사업부: 경기도 시흥시 협력로 200 (정왕동)
- Logis사업부: 경상남도 양산시 물금읍 서들8길 49

### 내용주
1. ↑  회사 홈페이지에는 NEXEN CORP.로 표시되어 있다.
2. ↑  現. 키움 히어로즈